# Lúcio Cecílio Metelo (cônsul em 68 a.C.)
Lúcio Cecílio Metelo (m. 68 a.C.; em latim: Lucius Caecilius Metellus) foi um político da gente Cecília Metela da República Romana eleito cônsul em 68 a.C. com Quinto Márcio Rex. Era filho de Lúcio Cecílio Metelo Dalmático, cônsul em 119 a.C.. e irmão de Quinto Cecílio Metelo Crético, cônsul em 69 a.C., de Marco Cecílio Metelo, pretor e presidente da corte que julgava extorsões e subornos ("quaestio de repetundis") em 69 a.C., e de Cecília Metela Dalmática, esposa do ditador Sula. Sucedeu ao polêmico governador da Sicília Caio Verres, que era casado com uma prima, Cecília Metela Caprária, em 70 a.C..

## Papel no julgamento de Verres
Cícero, em sua obra "Contra Verres", aparece como advogado da acusação pela província da Sicília processando Verres por corrupção moral, suborno, roubo e o assassinato de cidadãos romanos sem julgamento, o que era proibido pelo direito romano. O julgamento foi realizado em 70 a.C. e a defesa de Verres foi feita por Quinto Hortênsio Hórtalo, um dos maiores juristas romanos até então. A família de Lúcio apoiava Verres e o cunhado dele, Metelo Crético, já estava eleito cônsul para o ano seguinte com um outro aliado dele, o próprio Hórtalo. O próprio Lúcio também já era o governador da Sicília quando o julgamento foi realizado e Crético era, ainda mais, o presidente da corte de extorsão em 69 a.C.. Por conta disto, Verres tentou, sem sucesso, adiar seu julgamento para o ano seguinte, quando seus aliados poderiam influenciar seu destino de forma muito mais efetiva.